# Горбуново (Одинцовский район)
Горбуново — деревня в Одинцовском районе Московской области, в составе сельского поселения Ершовское. Население 11 человек на 2006 год, в деревне числятся 2 садовых товарищества. До 2006 года Горбуново входило в состав Каринского сельского округа.
Деревня расположена на северо-западе района примерно в 12 километрах на запад от Звенигорода, на правом берегу безымянного левого притока реки Рузделька, высота центра над уровнем моря 205 м.
Впервые в исторических документах Горбуново встречается в переписной книге 1678 года, по которой в деревне, принадлежавшей Троице-Сергиеву монастырю, имелось 6 крестьянских дворов (23 человека) и один бобыльский (2 человека), на 1705 год зафиксировано 11 дворов. После секуляризационной реформы 1764 года деревня числилась в Покровской волости, на 1800 год в ней было 20 дворов, 78 мужчин и 73 женщины. На 1852 год в казённая деревне Горбуново числилось 28 дворов, 142 души мужского пола и 154 — женского, в 1890 году — 347 человек. По Всесоюзной переписи 17 декабря 1926 года числилось 48 хозяйств и 248 жителей, по переписи 1989 года — 18 хозяйств и 18 жителей.